# Trondes
Trondes és un municipi francès situat al departament de Meurthe i Mosel·la i a la regió del Gran Est. L'any 2007 tenia 520 habitants.

## Demografia

### Població
El 2007 la població de fet de Trondes era de 520 persones. Hi havia 175 famílies, de les quals 40 eren unipersonals (20 homes vivint sols i 20 dones vivint soles), 28 parelles sense fills, 95 parelles amb fills i 12 famílies monoparentals amb fills.
La població ha evolucionat segons el següent gràfic:
Habitants censats

### Habitatges
El 2007 hi havia 198 habitatges, 184 eren l'habitatge principal de la família, 5 eren segones residències i 9 estaven desocupats. 182 eren cases i 16 eren apartaments. Dels 184 habitatges principals, 154 estaven ocupats pels seus propietaris, 24 estaven llogats i ocupats pels llogaters i 6 estaven cedits a títol gratuït; 9 tenien dues cambres, 24 en tenien tres, 47 en tenien quatre i 104 en tenien cinc o més. 142 habitatges disposaven pel capbaix d'una plaça de pàrquing. A 71 habitatges hi havia un automòbil i a 91 n'hi havia dos o més.

### Piràmide de població
La piràmide de població per edats i sexe el 2009 era:
| Homes | Edats   | Dones |
| ----- | ------- | ----- |
| 0     | 95 o +  | 0     |
| 0     | 90 a 94 | 0     |
| 0     | 85 a 89 | 0     |
| 0     | 80 a 84 | 4     |
| 4     | 75 a 79 | 8     |
| 8     | 70 a 74 | 4     |
| 4     | 65 a 69 | 16    |
| 20    | 60 a 64 | 8     |
| 4     | 55 a 59 | 20    |
| 12    | 50 a 54 | 12    |
| 32    | 45 a 49 | 8     |
| 12    | 40 a 44 | 28    |
| 20    | 35 a 39 | 16    |
| 24    | 30 a 34 | 28    |
| 12    | 25 a 29 | 8     |
| 4     | 20 a 24 | 8     |
| 20    | 15 a 19 | 16    |
| 28    | 10 a 14 | 32    |
| 32    | 5 a 9   | 32    |
| 8     | 0 a 4   | 12    |

## Economia
El 2007 la població en edat de treballar era de 322 persones, 232 eren actives i 90 eren inactives. De les 232 persones actives 214 estaven ocupades (124 homes i 90 dones) i 18 estaven aturades (7 homes i 11 dones). De les 90 persones inactives 21 estaven jubilades, 32 estaven estudiant i 37 estaven classificades com a «altres inactius».

### Ingressos
El 2009 a Trondes hi havia 187 unitats fiscals que integraven 543,5 persones, la mediana anual d'ingressos fiscals per persona era de 16.864 €.

### Activitats econòmiques
Dels 11 establiments que hi havia el 2007, 1 era d'una empresa alimentària, 7 d'empreses de construcció, 1 d'una empresa de comerç i reparació d'automòbils, 1 d'una empresa d'hostatgeria i restauració i 1 d'una empresa classificada com a «altres activitats de serveis».
Dels 6 establiments de servei als particulars que hi havia el 2009, 2 eren paletes, 1 fusteria, 1 lampisteria, 1 electricista i 1 saló de bellesa.
L'any 2000 a Trondes hi havia 8 explotacions agrícoles.

## Equipaments sanitaris i escolars
El 2009 hi havia una escola elemental integrada dins d'un grup escolar amb les comunes properes formant una escola dispersa.

## Poblacions més properes
El següent diagrama mostra les poblacions més properes.